# روبرت ینگویان
روبرت نرسسی ینگویان (ارمنی: Ռոբերտ Ներսեսի Ենգոյան؛ زادهٔ ۱۵ ژوئن ۱۹۳۲ - درگذشته ۱۶ نوامبر ۲۰۱۷) یک مهندس مکانیک، کارآفرین و سیاستمدار اهل ارمنستان است که از تاریخ ۱۹۹۵ تا تاریخ ۲۰۰۳ سمت نمایندگی دوره‌های اول و دوم مجلس ملی جمهوری ارمنستان را برعهده داشت.

## زندگی‌نامه
در ۱۵ ژوئن ۱۹۳۲ در لنیناکان به دنیا آمد . وی همچنین برنده نشان آنانیا شیراکاتسی، جایزه دولتی ارمنستان شوروی و نشان دوستی خلق شده‌است. وی در ۱۶ نوامبر ۲۰۱۷ در سن ۸۵ سالگی در ایروان درگذشت.